# Kasteel Veldenstein

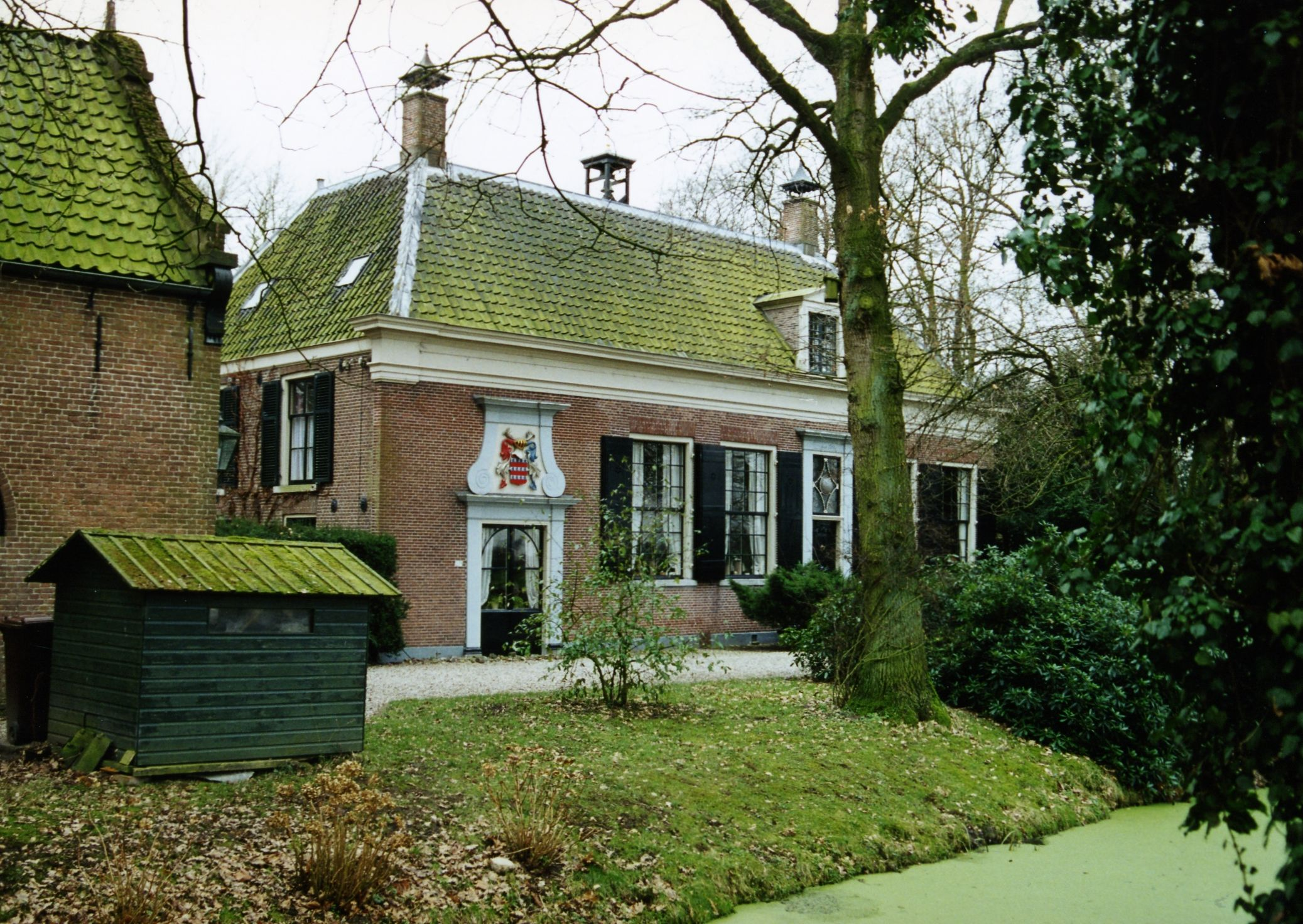
Huis te Jaarsveld

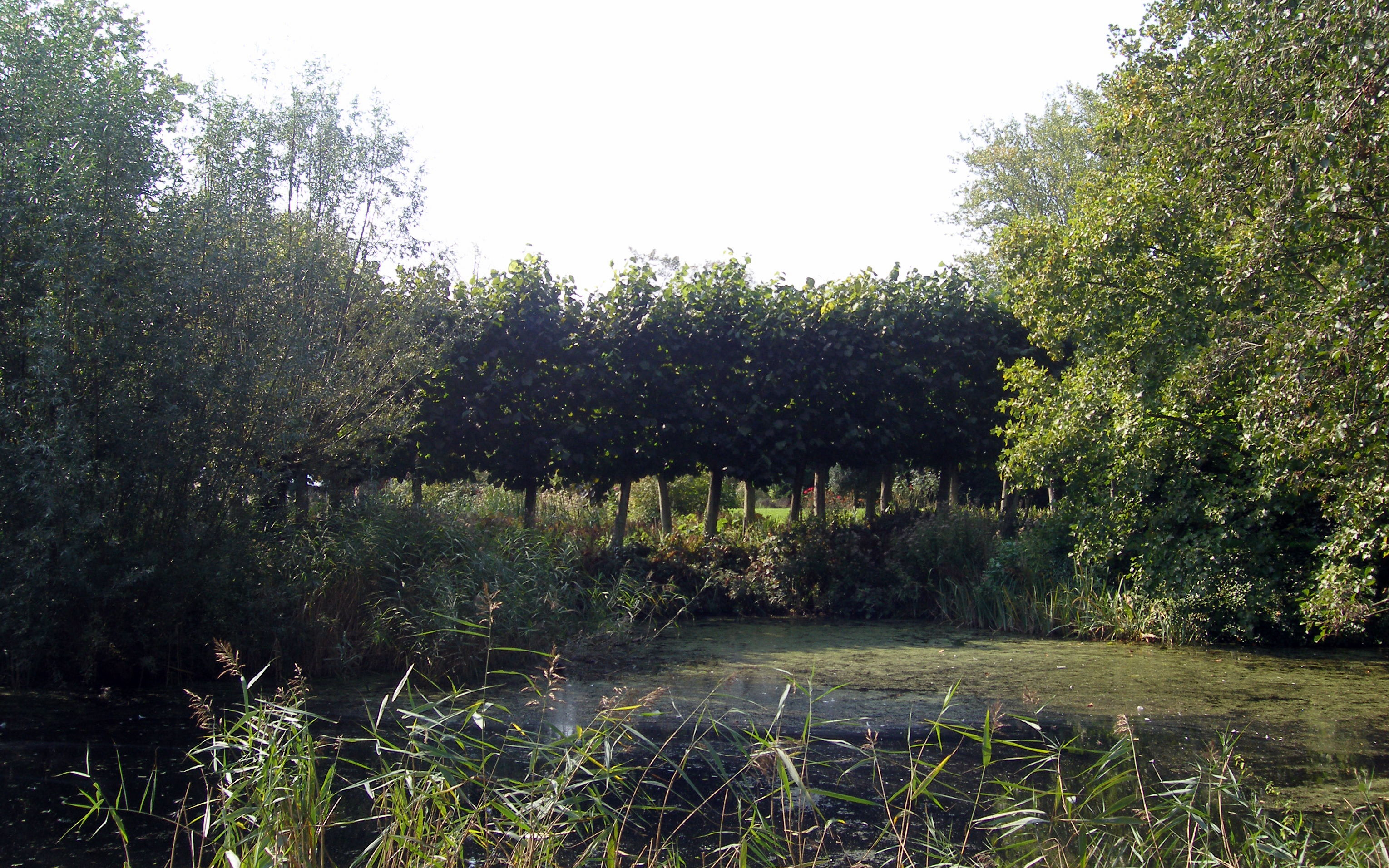
Het noordwestelijke eiland, nu onderdeel van het park van Huis te Jaarsveld

Kasteel Veldenstein of Kasteel Jaarsveld was een kasteel te Jaarsveld, gemeente Lopik gelegen in de Nederlandse provincie Utrecht.
Het kasteel lag op de noordelijke oeverwal van de Lek ten noordoosten van het dorp. Het huidige landhuis staat ten noorden van het kasteelterrein en is in de 18e eeuw gebouwd. Van het oorspronkelijke huis zijn geen bovengrondse resten meer aanwezig, alleen twee rechthoekige omgrachte eilanden resten nog. Op deze eilanden hebben de voorburcht en de hoofdburcht gestaan. Via een brug met poortgebouw kwam men bij de hoofdburcht die bestond uit een ronde toren en een rechthoekig bouwblok met aan de westzijde aansluitend een woonvleugel van twee verdiepingen.

## Geschiedenis
In 1258 was het gerecht Jaarsveld (behorende tot de Hagesteinse goederen) reeds in leen uitgegeven aan Gijsbrecht van Goye.
In 1327 wordt het huis voor het eerst genoemd. Op dat moment was Otto van Cuijk, de leenheer van het gerecht genoodzaakt om alle lenen en alle goederen het Sticht en in de landen van Amstel en Woerden af te staan aan de Hollandse graaf in ruil voor aflossing van zijn schulden. Daarbij verviel ook Jaarsveld aan graaf Willem III van Holland die het op zijn beurt weer verkocht. Zo kwamen de heren van Vianen (afstammelingen van de Van Goye's) in het bezit van de heerlijkheid en huis Jaarsveld.
Tot 1489 bleef het huis in het bezit van de heren van Vianen. In de Jonker Fransenoorlog (tussen 1488 en 1490) werd het slot Jaarsveld als Hoeks bolwerk door Floris van Egmond, de Kabeljauwse heer van IJsselstein, belegerd. Na beschoten te zijn door 12 stenen en 24 loden kogels werd de bezetting na vijf dagen opgegeven. De bezittingen van Jan van Vianen werden door aartshertog Maximiliaan geconfisqueerd en gaf ze als dank voor de bewezen diensten in leen aan Floris van Egmond. Jan van Vianen werd vier jaar later weer in zijn leenband hersteld.
In 1518 wordt het huis door Jan van Vianen en zijn zoons Hendrik en Jan verkocht aan Floris van Egmond die er eigenaar van wordt.
In het jaar 1608 verkocht Filips Willem van Oranje Jaarsveld aan de Amsterdamse koopman Johan Michielsz van Verlaer. 
Tijdens de Hollandse Oorlog in 1673 plunderden Franse troepen het huis en werd het in brand gestoken waardoor het zwaar beschadigde. De ruïnes van het kasteel zijn lang blijven staan en de toren heeft als gevangenis dienstgedaan.
Rond 1760 liet Cornelis Johansz de Witt (kleinzoon van raadspensionaris Johan de Witt) een nieuw huis bouwen op enkele honderden meters ten noorden van het oude slot.
In de tweede helft van de 18e eeuw waren er nog muren aanwezig die in 1826 geheel verdwenen zijn.

## Bewoners
- 1258 Gijsbrecht van Goye
- 1305 Gijsbrecht (II) van Goye
- - 1327 Otto van Cuijk
- 1327 graaf Willem III
- - Hendrik van Vianen
- 1384 Gijsbrecht van Vianen
- - 1489 Jan van Vianen
- 1489 - 1493 Floris van Egmont
- 1493 - 1518 Jan van Vianen
- 1518 - 1539 Floris van Egmont
- 1539 - 1548 Maximiliaan van Egmont
- 1548 Anna van Buren, de eerste vrouw van Willem van Oranje
- 1564 - 1608 prins Filips Willem van Oranje
- 1608 - 1614 Johan Michielsz. van Verlaer
- 1614 Simon van Alteren
- - 1679 Anna Boom, weduwe van Pieter Simonsz. van Alteren
- ca 1760 Cornelis Johansz de Witt

Kasteel Ter Aa (Breukelen) ·
Aastein ·
Slot Abcoude ·
Amaliastein ·
Nieuw-Amelisweerd ·
Oud-Amelisweerd ·
Kasteel Amerongen ·
Kasteel Batestein (Harmelen) ·
Kasteel Batestein (Vianen) · 
De Beest ·
Bergestein ·
Beverweerd ·
Blasenburg ·
Blikkenburg ·
Blommesteyn ·
Bolenstein ·
Bolsweerd ·
Bottestein ·
Kasteel Broekhuizen ·
Bruinenburg ·
Huis Cammingha ·
Clarenborg ·
Coelhorst ·
De Batau ·
Dompselaer ·
Huis Doorn ·
Drakenburg (kasteel) ·
Drakensteyn ·
Kasteel Duurstede ·
Huis Ter Eem ·
Eijkelenburg ·
Emmickhuizen ·
Den Engh ·
Essenstein ·
Everstein (Everdingen) ·
Everstein (Jutphaas) ·
Den Eyck ·
Galesloot ·
Kasteel Geerestein ·
Gildenborgh ·
Kasteel Ten Goye ·
Grauwert ·
Grijpestein ·
Groenestein (Langbroek) ·
Kasteel Groeneveld (Baarn) ·
Groenewoude (Woudenberg) ·
Gunterstein ·
Kasteel de Haar ·
Kasteel Hagestein ·
Hamtoren ·
Kasteel Hardenbroek ·
Huis Harmelen ·
Ridderhofstad Heemstede ·
Kasteel Heemstede ·
Heimenberg ·
Heimerstein ·
Huis Herlaar ·
Ter Heul ·
Heulestein ·
Hindersteyn ·
Kasteel Ter Horst (Achterberg) ·
Isselt ·
Kasteel IJsselstein ·
Jagenstein ·
Kersbergen ·
Killestein ·
Kronenburg (kasteel) ·
Kasteel Levendaal ·
Lichtenberg (Woudenberg) ·
Lievendaal (Amerongen) ·
Landgoed Linschoten ·
Kasteel Linschoten ·
Lockhorst ·
Kasteel Loenersloot ·
Kasteel Lunenburg ·
Huis Maarsbergen ·
Marckenburg ·
Ter Meer ·
Ter Mey (Haarzuilens) ·
Huis te Mijdrecht ·
Huis te Mijnden ·
Kasteel Moersbergen ·
Kasteel Montfoort ·
Natewisch ·
Te Nesse ·
Kasteel Nijenrode ·
Nijenstein ·
Nijeveld ·
Noordwijk (Langbroek) ·
Huis te Oosterwijk ·
Oostwaard (Utrecht) ·
Op de Bol ·
Oud-Broekhuizen ·
Ridderhofstad Oudaan ·
Huis Oudegein ·
Oudenhorst ·
Plettenburg (kasteel) ·
Huis De Polle ·
Prattenburg ·
Kasteel Putkop ·
Randenbroek (park) ·
Remmerstein ·
Kasteel Renswoude ·
Rhijnauwen ·
Kasteel Rhijnestein ·
Huis Riebeek ·
Kasteel Rijnenburg ·
Rijnestein ·
Rijneveld ·
Kasteel Rijnhuizen ·
Rijningen ·
Huis Rijnsweerd ·
Rijpickerwaard · 
Kasteel Rijsenburg ·
De Roetert ·
Rumelaar ·
Kasteel Ruwiel ·
Royestein ·
Kasteel Sandenburg ·
Kasteel Schalkwijk ·
Kasteel Schonauwen ·
Schurenburg ·
Snaafburg ·
Snellenburg ·
Paleis Soestdijk ·
Steenhuis (Lopik) ·
Kasteel Sterkenburg ·
Stormerdijk ·
Landgoed Stoutenburg ·
Ten Massche ·
Valkenburg (Rhenen) ·
Huis te Velde ·
Kasteel Veldenstein ·
Hofstede te Vliet ·
Huis te Vleuten ·
Huis te Vliet (Lopik) ·
Huis te Vliet (Oudewater) ·
Vogelpoel ·
Huis te Voorn ·
Vredelant ·
Vronestein ·
Vuijlcop ·
Kasteel Walenburg ·
Wayenstein (Amerongen) ·
Kasteel Weerdenburg ·
Weerdesteyn ·
Weerestein ·
Hof ter Weyde ·
Wickenburgh ·
Wijnestein ·
Wiltenburg (Utrecht) ·
Kasteel van Woerden ·
Huis Woudenberg ·
Huis te Woudenberg (I) ·
Huis te Woudenberg (II) ·
Wulven ·
Kasteel Oud-Wulven ·
Wulvenhorst ·
Slot Zeist ·
Kasteel Zuilenburg ·
Zuileveld ·
Slot Zuylen ·
Huis Zuylenstein